# Miranda Lambert

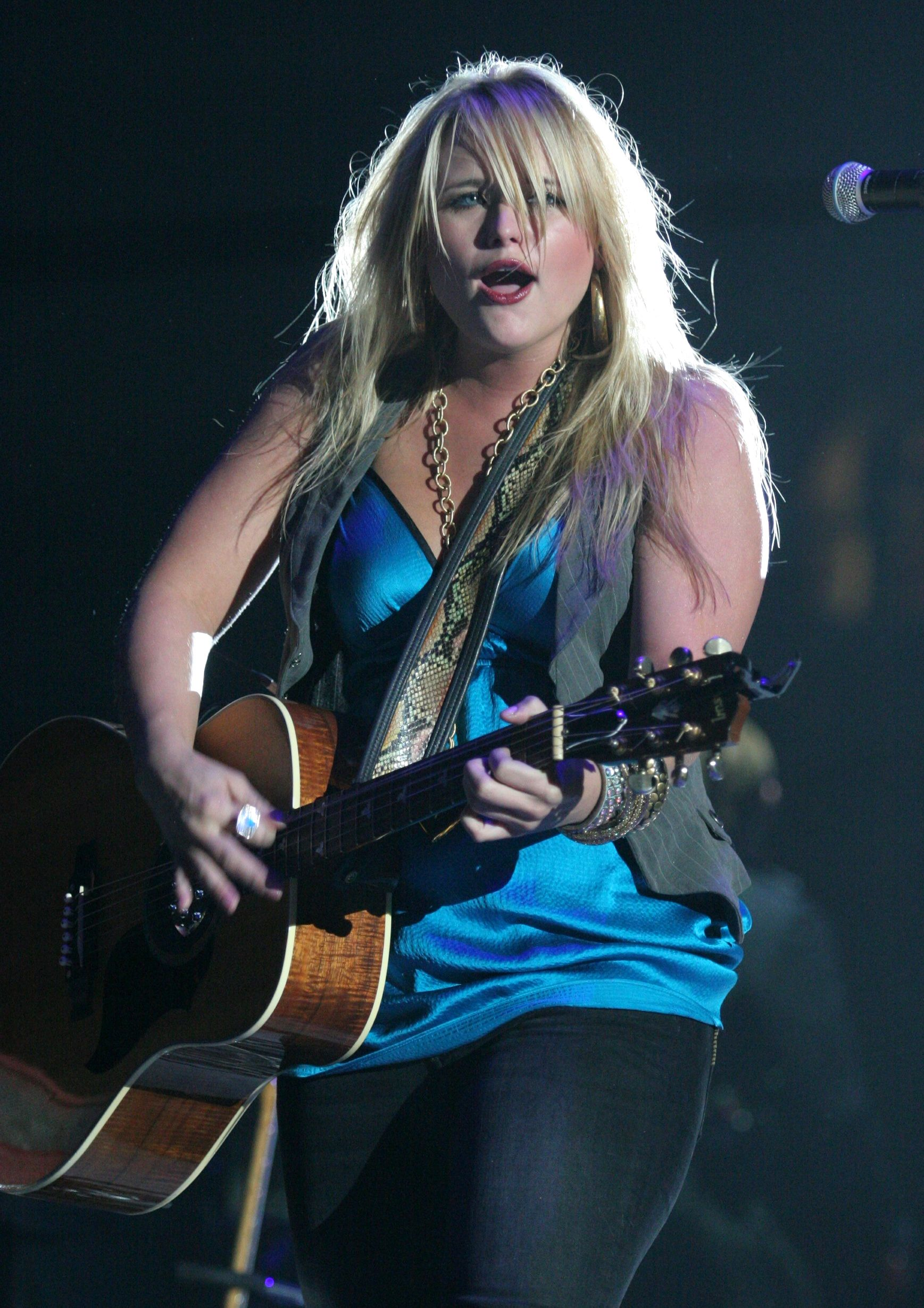
Miranda Lambert (2008)

Miranda Leigh Lambert (* 10. November 1983 in Longview, Texas) ist eine US-amerikanische Country-Sängerin. Sie ist dreifache Grammy-Preisträgerin und gehört mit über 30 Awards zu den meistausgezeichneten Künstlern der Academy of Country Music.

## Biografie
Lambert wurde 1983 im texanischen Longview geboren und wuchs zusammen mit einem jüngeren Bruder in der Kleinstadt Lindale auf. Sie ist die Tochter des Country-Songwriters und -Gitarristen Rick Lambert. So spielte auch sie mit 16 Gitarre und schrieb ihre eigenen Songs. Sie gründete die Texas Pride Band, mit der sie professionell auftrat. Mit Unterstützung ihres Vaters nahm sie 2001 ihr Debütalbum auf, das ihren Namen trägt. Daneben nahm sie an Talentwettbewerben teil, was ihr unter anderem eine kleine Rolle im Film Freche Biester! einbrachte.
2003 gewann sie die lokale Ausscheidung für den Nashville Star. Das im Fernsehen übertragene Finale dieser Castingshow beendete sie als Drittplatzierte und hatte damit einen Plattenvertrag gewonnen. Ihr Debütalbum bei Epic Records hieß Kerosene und stieg auf Anhieb auf Platz eins der Country-Charts ein. Es hielt sich dort Über 100 Wochen und verkaufte über eine Million Einheiten (Platin-Status).
Zwei Jahre später folgte das nächste Album Crazy Ex-Girlfriend, das erneut auf Platz eins der Country-Hitparade und unter die Top 10 der allgemeinen Verkaufscharts kam. Dieses Album wurde mit einer Goldenen Schallplatte ausgezeichnet. Erneut im Zweijahresrhythmus erschien Album Nummer drei Revolution, das ebenfalls Platz 1 der Country-Charts erreichte.
2011 heiratete sie ihren Kollegen Blake Shelton; 2015 trennte sich das Paar. 2019 gab Miranda Lambert über Twitter bekannt, den New Yorker Polizisten Brendan McLoughlin geheiratet zu haben.

## Auszeichnungen
Lambert erhielt 2011 einen Grammy in der Kategorie Best Female Country Vocal Performance für The House that Built Me. Für ihr 2014 erschienenes Album Platinum erhielt sie die Auszeichnung in der Kategorie Bestes Country-Album, ebenso wie 2021 für das Album Wildcard. Mit über 30 Awards gehört sie zu den meistausgezeichneten Künstlern der Academy of Country Music.

## Diskografie

### Alben
| Jahr | Titel Musiklabel                                           | Höchstplatzierung, Gesamtwochen, AuszeichnungChartplatzierungen (Jahr, Titel, Musiklabel, Platzierungen, Wochen, Auszeichnungen, Anmerkungen) | Höchstplatzierung, Gesamtwochen, AuszeichnungChartplatzierungen (Jahr, Titel, Musiklabel, Platzierungen, Wochen, Auszeichnungen, Anmerkungen) | Höchstplatzierung, Gesamtwochen, AuszeichnungChartplatzierungen (Jahr, Titel, Musiklabel, Platzierungen, Wochen, Auszeichnungen, Anmerkungen) | Höchstplatzierung, Gesamtwochen, AuszeichnungChartplatzierungen (Jahr, Titel, Musiklabel, Platzierungen, Wochen, Auszeichnungen, Anmerkungen) | Anmerkungen                                                     |
| Jahr | Titel Musiklabel                                           | CH | UK | US | Country | Anmerkungen                                                     |
| ---- | ---------------------------------------------------------- | --- | --- | --- | --- | --------------------------------------------------------------- |
| 2001 | Miranda Lambert Heartfair Records                          | — | — | — | — | Erstveröffentlichung: 21. September 2001                        |
| 2005 | Kerosene Epic Records                                      | — | — | US18 Platin · (70 Wo.)US | Country1 (103 Wo.)Country | Erstveröffentlichung: 15. März 2005                             |
| 2007 | Crazy Ex-Girlfriend Sony BMG Nashville, Columbia Nashville | — | — | US6 ×2Doppelplatin · (111 Wo.)US | Country1 (100 Wo.)Country | Erstveröffentlichung: 1. Mai 2007                               |
| 2009 | Revolution Columbia Nashville                              | — | — | US8 ×2Doppelplatin · (121 Wo.)US | Country1 (90 Wo.)Country | Erstveröffentlichung: 29. September 2009                        |
| 2011 | Four the Record RCA Nashville                              | — | — | US3 Platin · (108 Wo.)US | Country1 (106 Wo.)Country | Erstveröffentlichung: 1. November 2011                          |
| 2014 | Platinum RCA Nashville                                     | — | UK52 (1 Wo.)UK | US1 Platin · (69 Wo.)US | Country1 (78 Wo.)Country | Erstveröffentlichung: 3. Juni 2014 Grammy (Best Country Album)  |
| 2016 | The Weight of These Wings RCA Nashville                    | — | UK70 (1 Wo.)UK | US3 Platin · (43 Wo.)US | Country1 (78 Wo.)Country | Erstveröffentlichung: 18. November 2016                         |
| 2019 | Wildcard RCA Nashville                                     | CH92 (1 Wo.)CH | UK57 (1 Wo.)UK | US4 Gold · (43 Wo.)US | Country1 (99 Wo.)Country | Erstveröffentlichung: 1. November 2019                          |
| 2021 | The Marfa Tapes RCA Nashville                              | — | — | US51 (1 Wo.)US | Country7 (1 Wo.)Country | Erstveröffentlichung: 7. Mai 2021 mit Jack Ingram & Jon Randall |
| 2022 | Palomino RCA Nashville                                     | CH36 (1 Wo.)CH | UK90 (1 Wo.)UK | US4 (12 Wo.)US | Country2 (24 Wo.)Country | Erstveröffentlichung: 29. April 2022                            |
| 2024 | Postcards from Texas RCA Nashville                         | CH90 (1 Wo.)CH | — | US21 (1 Wo.)US | Country8 (… Wo.)Country | Erstveröffentlichung: 13. September 2024                        |

### Singles als Leadmusikerin
| Jahr | Titel Album                                          | Höchstplatzierung, Gesamtwochen, AuszeichnungChartplatzierungen (Jahr, Titel, Album, Platzierungen, Wochen, Auszeichnungen, Anmerkungen) | Höchstplatzierung, Gesamtwochen, AuszeichnungChartplatzierungen (Jahr, Titel, Album, Platzierungen, Wochen, Auszeichnungen, Anmerkungen) | Anmerkungen |
| Jahr | Titel Album                                          | US | Country | Anmerkungen |
| --- | ---------------------------------------------------- | --- | --- | --- |
| 2004 | Me and Charlie Talking Kerosene                      | — | Country27 (23 Wo.)Country | Erstveröffentlichung: 23. Oktober 2004                                                                                  |
| 2005 | Bring Me Down Kerosene                               | — | Country32 (20 Wo.)Country | Erstveröffentlichung: 16. April 2005                                                                                    |
| 2005 | Kerosene                                             | US61 Platin · (16 Wo.)US | Country15 (22 Wo.)Country | Erstveröffentlichung: 27. September 2005                                                                                |
| 2006 | New Strings Kerosene                                 | — | Country25 (20 Wo.)Country | Erstveröffentlichung: 22. April 2006                                                                                    |
| 2006 | Crazy Ex-Girlfriend                                  | — | Country50 (6 Wo.)Country | Erstveröffentlichung: 26. Dezember 2006                                                                                 |
| 2007 | Famous in a Small Town Crazy Ex-Girlfriend           | US87 Gold · (8 Wo.)US | Country14 (33 Wo.)Country | Erstveröffentlichung: 2. April 2007                                                                                     |
| 2008 | Gunpowder & Lead Crazy Ex-Girlfriend                 | US52 ×3Dreifachplatin + Gold (Mastertone) · (17 Wo.)US                                                                                   | Country7 (31 Wo.)Country | Erstveröffentlichung: 14. Januar 2008                                                                                   |
| 2008 | More Like Her Crazy Ex-Girlfriend                    | US90 (8 Wo.)US | Country17 (28 Wo.)Country | Erstveröffentlichung: 1. September 2008                                                                                 |
| 2009 | Dead Flowers Revolution                              | — | Country37 (15 Wo.)Country | Erstveröffentlichung: 4. Mai 2009                                                                                       |
| 2009 | White Liar Revolution                                | US38 ×2Doppelplatin · (20 Wo.)US | Country2 (25 Wo.)Country | Erstveröffentlichung: 17. August 2009                                                                                   |
| 2010 | The House That Built Me Revolution                   | US28 ×4Vierfachplatin · (20 Wo.)US | Country1 (21 Wo.)Country | Erstveröffentlichung: 8. März 2010                                                                                      |
| 2010 | Only Prettier Revolution                             | US61 Platin · (19 Wo.)US | Country12 (24 Wo.)Country | Erstveröffentlichung: 26. Juli 2010                                                                                     |
| 2011 | Heart Like Mine Revolution                           | US44 Platin · (20 Wo.)US | Country1 (23 Wo.)Country | Erstveröffentlichung: 10. Januar 2011                                                                                   |
| 2011 | Baggage Claim Four the Record                        | US44 Gold · (20 Wo.)US | Country3 (19 Wo.)Country | Erstveröffentlichung: 22. August 2011                                                                                   |
| 2012 | Over You Four the Record                             | US35 ×2Doppelplatin · (20 Wo.)US | Country1 (23 Wo.)Country | Erstveröffentlichung: 9. Januar 2012                                                                                    |
| 2012 | Fastest Girl in Town Four the Record                 | US47 Gold · (19 Wo.)US | Country7 (29 Wo.)Country | Erstveröffentlichung: 25. Juni 2012                                                                                     |
| 2013 | Mama’s Broken Heart Four the Record                  | US20 ×3Dreifachplatin · (20 Wo.)US | Country2 (29 Wo.)Country | Erstveröffentlichung: 14. Januar 2013                                                                                   |
| 2013 | All Kinds of Kinds Four the Record                   | US89 (5 Wo.)US | Country24 (20 Wo.)Country | Erstveröffentlichung: 24. Juni 2013                                                                                     |
| 2014 | Automatic Platinum                                   | US35 Platin · (19 Wo.)US | Country4 (21 Wo.)Country | Erstveröffentlichung: 17. Februar 2014                                                                                  |
| 2014 | Somethin’ Bad Platinum                               | US19 ×2Doppelplatin · (20 Wo.)US | Country1 (25 Wo.)Country | Erstveröffentlichung: 19. Mai 2014 mit Carrie Underwood                                                                 |
| 2015 | Little Red Wagon Platinum                            | US55 Platin · (11 Wo.)US | Country5 (20 Wo.)Country | Erstveröffentlichung: 12. Januar 2015                                                                                   |
| 2015 | Roots and Wings –                                    | — | Country32 (2 Wo.)Country | Erstveröffentlichung: 26. Mai 2015 Promosingle                                                                          |
| 2015 | Smokin’ and Drinkin’ Platinum                        | — | Country32 (15 Wo.)Country | Erstveröffentlichung: 22. Juni 2015 feat. Little Big Town                                                               |
| 2016 | Vice The Weight of These Wings                       | US47 ×2Doppelplatin · (19 Wo.)US | Country2 (20 Wo.)Country | Erstveröffentlichung: 18. Juli 2016                                                                                     |
| 2016 | We Should Be Friends The Weight of These Wings       | — | Country25 (21 Wo.)Country | Erstveröffentlichung: 12. Dezember 2016                                                                                 |
| 2017 | Tin Man The Weight of These Wings                    | US75 Platin · (1 Wo.)US | Country15 (34 Wo.)Country | Erstveröffentlichung: 3. April 2017                                                                                     |
| 2019 | It All Comes Out in the Wash Wildcard                | US70 Gold · (2 Wo.)US | Country12 (20 Wo.)Country | Erstveröffentlichung: 18. Juli 2019                                                                                     |
| 2019 | Fooled Around And Fell In Love –                     | — | Country47 (1 Wo.)Country | Erstveröffentlichung: 13. September 2019 feat. Maren Morris, Ashley McBryde, Tenille Townes, Caylee Hammack & Elle King |
| 2019 | Bluebird Wildcard                                    | US26 ×2Doppelplatin · (20 Wo.)US | Country3 (36 Wo.)Country | Erstveröffentlichung: 9. Dezember 2019                                                                                  |
| 2020 | Settling Down Wildcard                               | US41 Platin · (20 Wo.)US | Country6 (42 Wo.)Country | Erstveröffentlichung: 21. September 2020                                                                                |
| 2021 | Drunk (And I Don’t Wanna Go Home) Come Get Your Wife | US37 Platin · (30 Wo.)US | Country6 (59 Wo.)Country | Erstveröffentlichung: 26. Februar 2021 mit Elle King                                                                    |
| 2021 | If I Was a Cowboy Palomino                           | US53 Gold · (20 Wo.)US | Country8 (33 Wo.)Country | Erstveröffentlichung: 15. Oktober 2021                                                                                  |
| 2022 | Strange Palomino                                     | — | Country48 (2 Wo.)Country | Erstveröffentlichung: 18. Juli 2022                                                                                     |
| 2024 | Wranglers Postcards from Texas                       | — | Country31 (3 Wo.)Country | Erstveröffentlichung: 3. Mai 2024                                                                                       |
| 2025 | Trailblazer –                                        | — | Country44 (1 Wo.)Country | Erstveröffentlichung: 9. Mai 2025 mit Reba McEntire & Lainey Wilson                                                     |
| 2025 | A Song to Sing –                                     | — | Country30 (1 Wo.)Country | Erstveröffentlichung: 11. Juli 2025 mit Chris Stapleton                                                                 |
| Folgende Lieder erschienen nicht als Single, wurden aber durch das Album zum Download und Streaming bereitgestellt und konnten somit eine Platzierung erlangen: |                                                      | | | |
| |                                                      | | | |
| 2014 | Platinum                                             | — | Country50 (1 Wo.)Country | |
| 2016 | Sweet By & By Southern Family                        | — | Country40 (1 Wo.)Country | |
| 2019 | Mess With My Head Wildcard                           | — | Country45 (1 Wo.)Country | |
| 2019 | Tequila Does Wildcard                                | — | Country47 (1 Wo.)Country | |
| 2022 | Actin’ Up Palomino                                   | — | Country49 (1 Wo.)Country | |

Weitere Singles
- 2018: Keeper of the Flame

### Singles als Gastmusikerin
| Jahr | Titel Album                                                            | Höchstplatzierung, Gesamtwochen, AuszeichnungChartplatzierungen (Jahr, Titel, Album, Platzierungen, Wochen, Auszeichnungen, Anmerkungen) | Höchstplatzierung, Gesamtwochen, AuszeichnungChartplatzierungen (Jahr, Titel, Album, Platzierungen, Wochen, Auszeichnungen, Anmerkungen) | Anmerkungen                                                                            |
| Jahr | Titel Album                                                            | US | Country | Anmerkungen                                                                            |
| --- | ---------------------------------------------------------------------- | --- | --- | -------------------------------------------------------------------------------------- |
| 2010 | Coal Miner’s Daughter Coal Miner’s Daughter: A Tribute to Loretta Lynn | — | Country55 (1 Wo.)Country | Erstveröffentlichung: 4. Oktober 2010 Loretta Lynn feat. Miranda Lambert & Sheryl Crow |
| 2013 | We Were Us Fuse                                                        | US26 (20 Wo.)US | Country1 (20 Wo.)Country | Erstveröffentlichung: 16. September 2013 Keith Urban und Miranda Lambert               |
| 2016 | Forever Country –                                                      | US21 Gold · (4 Wo.)US | Country1 (18 Wo.)Country | Erstveröffentlichung: 16. September 2016 als Teil von „Artists of Then, Now & Forever“ |
| 2024 | Good Horses –                                                          | — | — | Erstveröffentlichung: 2. August 2024 Lainey Wilson feat. Miranda Lambert               |
| 2018 | Drowns the Whiskey Rearview Town                                       | US32 Platin · (19 Wo.)US | Country3 (26 Wo.)Country | Erstveröffentlichung: 14. Mai 2018 Jason Aldean feat. Miranda Lambert                  |
| Folgende Lieder erschienen nicht als Single, wurden aber durch das Album zum Download und Streaming bereitgestellt und konnten somit eine Platzierung erlangen: |                                                                        | | |                                                                                        |
| |                                                                        | | |                                                                                        |
| 2012 | Jingle Bell Rock Cheers, It’s Christmas                                | — | Country37 (1 Wo.)Country | Blake Shelton feat. Miranda Lambert                                                    |
| 2022 | Outrunnin’ Your Memory Growin’ Up                                      | US— GoldUS | Country27 (2 Wo.)Country | Luke Combs feat. Miranda Lambert                                                       |

### Videoalben
- 2010: Revolution: Live by Candlelight (DVD-EP, Sony Music Entertainment)

## Auszeichnungen für Musikverkäufe
| Goldene Schallplatte - Kanada - 2011: für das Album Revolution - 2017: für die Single Vice - 2018: für die Single Tin Man - 2018: für das Album The Weight Of These Wings - 2022: für die Single It All Comes Out In The Wash - 2022: für das Album Wildcard | Platin-Schallplatte - Kanada - 2022: für die Single Settling Down - 2023: für die Single If I Was a Cowboy 2× Platin-Schallplatte - Kanada - 2022: für die Single Bluebird - 2023: für die Single Drunk (And I Don’t Wanna Go Home) |

Anmerkung: Auszeichnungen in Ländern aus den Charttabellen bzw. Chartboxen sind in ebendiesen zu finden.
| Land/RegionAuszeichnungen für Musikverkäufe (Land/Region, Auszeichnungen, Verkäufe, Quellen) | Gold       | Platin       | Verkäufe   | Quellen         |
| -------------------------------------------------------------------------------------------- | ---------- | ------------ | ---------- | --------------- |
| Kanada (MC)                                                                                  | 6× Gold6   | 6× Platin6   | 720.000    | musiccanada.com |
| Vereinigte Staaten (RIAA)                                                                    | 9× Gold9   | 37× Platin37 | 41.500.000 | riaa.com        |
| Insgesamt                                                                                    | 15× Gold15 | 43× Platin43 |            |                 |